# راینسبرگ، اتریش
راینسبرگ (به آلمانی: Reinsberg) یک منطقهٔ مسکونی در اتریش است که در ناحیه شایبس واقع شده‌است. راینسبرگ ۲۹٫۵۴ کیلومتر مربع مساحت دارد ۴۷۷ متر بالاتر از سطح دریا واقع شده‌است.